# Vilija
Vilija (belorusko Вілія) ali Neris je reka v Belorusiji in Litvi.
Izvira v močvirju severno od Minska in teče proti zahodu. Od skupne dolžine 510 kilometrov je prvih 276 km na ozemlju Belorusije, ostanek pa v Litvi, kjer je druga najdaljša reka. Teče skozi dve zgodovinski litovski prestolnici – današnje glavno mesto Vilno in srednjeveško prestolnico Kernavė – nato pa se v drugem največjem mestu Kaunasu izlije v reko Nemen.
V zgornjem toku je z zajezitvijo reke ustvarjeno Vilejsko jezero, od koder se voda prečrpava v reko Svislač z namenom vodooskrbe Minska. Kot vir pitne vode se reka izkorišča tudi na litovski strani. Zgodovinsko je bila pomembna plovna reka, po izgradnji železnic in avtocest pa se je njen prometni pomen zmanjšal.
Zgodovinska pokrajina v zgornjem toku reke se po njej imenuje Povilje. Večja naselja ob reki so Vilejka in Smargon v Belorusiji ter Nemenčinė, Vilna, Grigiškės, Jonava in Kaunas v Litvi.
- Sotočje rek Vilija in Narač, Belorusija
- Vilija v Belorusiji
- Neris v Vilni
- Izliv Nerisa v Nemen